# Questa non è una canzone
È il secondo e ultimo  singolo estratto dall'album di raccolta Io sono di Paola Turci.